# تاريخ المسيحية في المجر
يعود تاريخ المسيحية في المجر إلى فترة بروز مقاطعة بانونيا الرومانية، قبل قرون عديدة من وصول المجريون إلى المنطقة.

## العصور القديمة والعصور الوسطى المبكرة

### بانونيا الرومانية
سكنت قبائل الكلتيين والإيليريين والإيرانيين والداقيين الأراضي التي تُعرف اليوم بالمجر خلال العصور الكلاسيكية القديمة. وأجبر الرومان قبائل ترانسدانوبيا، المنطقة الغربية من المجر الحالية، على الخضوع للإمبراطورية الرومانية بين 35 قبل الميلاد و9 بعد الميلاد، إذ دُمجت المنطقة في مقاطعة بانونيا الرومانية. قُسمت ترانسدانوبيا لتشكل مقاطعتين جديدتين، بانونيا بريما وبانونيا فاليريا، في تسعينيات القرن الثالث.
لم يُوثق دين السكان الأصليين بشكل جيد؛ ولكن أقام الرومان الأضرحة لآلهتهم وأدخلوا طوائف غامضة على المنطقة. ووُثق وجود الدين المسيحي منذ القرن الثاني بصورة مؤكدة، إذ عُثر على تابوت مزخرف يصور عرس قانا ومشاهد أخرى من الكتاب المقدس في إنتركيسا (المعروفة اليوم باسم دوناويفاروش). كان المسيحيون الأوائل مهاجرين، من ولاية سوريا الرومانية وإيطاليا الرومانية واليونان الرومانية، يحمل معظمهم أسماءً يونانية. شُيدت إحدى أقدم شواهد القبور المسيحية مع النقش المسيحي «العيش في كنف الله» لأوريليوس يودوروس، «مواطن يوناني من منطقة لاودكية»، وطفليه في سافاريا (المعروفة اليوم باسم زومباثلي). لم يتم اكتشاف أي كنائس مسيحية تعود إلى ما قبل القرن الرابع، ما يعني أنه جرى الاحتفال بالشعائر الدينية المسيحية في المنازل الخاصة.
لم يؤثر اضطهاد ديوكلتيانوس بشدة على المجتمعات المسيحية في بانونيا بريما وبانونيا فاليريا؛ ولم يُعرف أي شهداء مسيحيين محليين من المقاطعتين، على الرغم من إعدام الأسقف كيرينوس من سيسكيا علنًا في سافاريا عام 303. عزز مرسوم ميلانو للإمبراطور قسطنطين العظيم وجود المسيحيين عام 313، وطُورت المقابر المسيحية، المنفصلة عن مقابر الوثنيين، بالقرب من المدن والحصون. انتشر استخدام دبابيس الزينة المزخرفة بالصلبان والمونوغرامات، والمعروفة باسم «كاي رو»، على الرغم من أنها لا تثبت بالضرورة الإيمان المسيحي لأصحابها، لأن الدولة كانت قد بدأت في ذلك الوقت باعتماد الدين المسيحي دينًا رسميًا لها. لم يتم توثيق وجود أي كرسي أسقفية في بانونيا بريما وفاليريا، ولكن اقترح المؤرخ أندراس موكسي أن الأسقفية يجب أن تكون موجودة في عواصم المقاطعات، سوبيانا وسافاريا. بين أمبروز، رئيس أبرشية الرومان الكاثوليك في ميلانو، انتشار الآريوسية، وهي عقيدة عدّها مجمع نيقية الأول مجرد بدعةً، في بانونيا فاليريا في القرن الرابع.
أجبرت الغزوات البربرية جزءًا كبيرًا من السكان المحليين الرومان على الفرار من بانونيا في القرن الخامس. وأخذ المسيحيون الفارين من سكاربانتيا (المعروفة اليوم باسم شوبرون) رفات الأسقف كيرينوس من سافاريا إلى روما نحو عام 408، ونجت مجموعات مسيحية أخرى في بانونيا. ولد أنطوني الناسك في بانونيا فاليريا، ولم يغادر المقاطعة إلا بعد وفاة والديه؛ كما وُلد مارتن، الذي كان سيصبح رئيس أبرشية الرومان الكاثوليك في براغا، في بانونيا أيضًا.

### فترة الهجرة
عبر الهون نهر الفولغا من الشرق وأجبروا مجموعات كبيرة من الألان والقوط على التخلي عن أوطانهم في سهول بونتيك- قزوين. نهب جنود الهون والألان والقوط بانونيا لأول مرة في شتاء 379- 380. وسمح الرومان للماركومانيين بالاستقرار في بانونيا بريما عندما تحولت الملكة فريتجيل إلى المسيحية نحو عام 396. ونُقل مركز قوة الهون إلى الأراضي المنخفضة على طول نهر الدانوب الأوسط في عشرينيات القرن الخامس، إلا أن إمبراطوريتهم انهارت بعد هزيمتهم على يد الشعوب الخاضعة للجرمان والإيرانيين في معركة نيداو في عام 454. سيطر الغبيديون على الأراضي الواقعة في شرق نهر تيسا، وسُمح الرومان للقوط الشرقيين بالاستقرار في بانونيا. غادر القوط الشرقيون إلى إيطاليا في أوائل سبعينيات القرن الرابع عشر، واستولت الشعوب الجرمانية الأقل قوة، مثل الهيروليين والسويبيين، على أجزاء من بانونيا، حتى مجيء اللومبارديون واحتلالهم للمقاطعة في القرن الخامس عشر.
بدأ تحول الغبيديون إلى المسيحية في النصف الثاني من القرن الرابع، على الرغم من كثرة الاكتشافات الأثرية التي تثبت اسمرار انتشار الوثنية الجرمانية، في الوقت الذي تبنت فيه الطبقة الأرستقراطية الديانة الآريوسية. دُفن الأرستقراطيون الغبيديون ضمن أضرحة مع تماثيل للقديسين، لتوثيق تمسكهم بالمسيحية. وعلى الرغم من تواصل اللومبارديين مع المبشرين الأريوسيين في تسعينيات القرن الماضي، استمرت الطقوس الجنائزية الوثنية بالانتشار؛ إذ وضعوا الطعام والشراب في القبور ودفنوا محاربيهم مع كلاب الصيد والأسلحة. أصبحت الآريوسية ديانتهم الرئيسية في ستينيات القرن الخامس، وكان لها دورًا رئيسيًا في فصلهم عن رعاياهم الكاثوليك. وجه نيكيتيوس، أسقف تريير، رسالةً إلى كلوتسيند، الزوجة الكاثوليكية لألبوين ملك اللومبارد، وحثها دون جدوى على تحويل زوجها إلى الكاثوليكية في شتاء 565- 566.
غزا الأفار، تحالف كبير من شعوب السهوب، الأراضي الغيبودية مجبرين شعوبها على الاستسلام في 567. غادر اللومبارديون أرض بانونيا طواعيةً بعد ذلك بعام واحد، متجهين إلى إيطاليا برفقة مجموعات غيبيدية وساكسونية وسويبية ورومانية. كان الأفار من الوثنيين الذين أقسموا بـ «الله الذي في السماء»، أو التنكريين. ودائمًا ما كانوا يضعون في القبور كميات كبيرة من المرفقات الجنائزية؛ دُفن ذكور الأفار مع جيادهم أو أجزائها. ساهم غزو الأفار لأوروبا الوسطى في توسع السلاف الأوائل، إذ شجعوهم على الاستقرار على أطراف إمبراطوريتهم. كان كولومبانوس أول مبشر يفكر في التبشير بين الأفار والسلاف نحو عام 610، لكنه سرعان ما تخلى عن الفكرة، لأنه أدرك أنه «لم يحن الوقت لتقديم الإيمان إلى هذه الشعوب»، وفقًا لأسطورته. كان الأسقف إيميرام من ريجنسبورج يفكر أيضًا في زيارة الأفارز، لكن المسؤولين البافاريين ثنوه عن عبور الحدود.